# 九龍巴士N283線
九龍巴士N283是一條由九巴營辦的新界通宵巴士路線，由尖沙咀東（麼地道）單向開往黃泥頭，取道青沙公路直達沙田區，駛經美林邨、香港文化博物館、博康邨、水泉澳邨、沙田第一城、小瀝源及廣源邨。
渣打馬拉松特別巴士路線R283，由九巴營辦，於渣打香港馬拉松舉行當日凌晨由黃泥頭單向前往尖沙咀東，途經廣源邨、水泉澳、博康邨、美林邨、新翠邨及世界花園後，取道獅子山隧道、窩打老道、公主道及康莊道直達尖沙咀，主要方便居於沙田區的全程及半程馬拉松參賽健兒前往賽事起點，於沙田區的走線及分站與九龍巴士N281線和N283線完全相同。

## 簡介及歷史
在本線開辦前，原有來往沙田區至九龍市區的N271及N281，未能覆蓋部份沙田全部地區，如美林邨、圓洲角及小瀝源，深宵由市區返回該等地區的市民需要於旺角乘搭通宵專綫小巴61S、63S及65S，不過經常大排長龍，而且未能覆蓋尖沙咀至油麻地一帶地區，十分不便；而水泉澳邨於2015年起陸續入伙，該邨居民人數亦持續增長，惟一直未有深宵交通進駐，一到凌晨時份水泉澳邨居民必須搭乘的士才能回家。
因此，九巴及運輸署於《2016-2017年度巴士路線計劃》中，建議開辦此路線，提供由尖沙咀、油麻地及旺角經青沙公路直達沙田上述地區的深宵特快服務，方便乘客歸家。
- 2017年2月14日：本線投入服務[1][2]。

- 受新冠肺炎影響，2020年12月10日起本線縮減至兩班用車。[3]

- 2023年2月12日：R283線延長至碩門邨

## 服務時間及班次
N283
- 每日尖沙咀東（麼地道）開：00:45、01:15、01:45

R283
- 黃泥頭開：04:05
- 只於渣打香港馬拉松舉行日服務

## 收費
N283
全程：$18.5
- 美林邨美楓樓起往沙田（黃泥頭）：$9.4

R283
全程：$16.9
| - 本線設有12歲以下小童及65歲或以上長者半價優惠。 - 65歲或以上香港居民使用「樂悠咭」，以及12歲以下合資格殘疾兒童使用「殘疾人士身份」個人八達通繳付車資，均可享有每程$2.0或半價（以較低者為準）的票價優惠；12至64歲合資格殘疾人士使用「殘疾人士身份」個人八達通（包括「樂悠咭」），以及60至64歲香港居民使用「樂悠咭」繳付車資，均可享有每程$2.0或全費（以較低者為準）的票價優惠。 - 65歲或以上長者如使用長者或一般個人八達通繳付車資，則只可享有半價優惠；12至64歲合資格殘疾人士如不使用「殘疾人士身份」個人八達通，以及60至64歲人士如不使用「樂悠咭」繳付車資，必須繳付全費。 - 乘客可以現金或八達通於上車時付款，不設找續。 - 每位成人乘客可免費攜帶最多兩名4歲以下而不佔座位的兒童乘客乘車，超額之4歲以下小童必須繳付小童車費乘車。 - 持有「九巴月票」之乘客在車票有效期內，每日可享最多10程任何九龍巴士及龍運巴士路線（包括本路線，以及聯營路線的九龍巴士／龍運巴士提供的班次；惟乘搭機場「A」及「NA」線則可享原價二七折優惠（不會計算每天10次合資格車程））；而B1線則每日可享最多各2程（不會計算每天10次合資格車程）。 - 九龍巴士、城巴、龍運巴士及陽光巴士全職員工及家屬（不包括外判職員）可免費乘搭本路線，惟必須拍職員或職員家屬八達通。 - 乘客亦可透過多元化電子支付系統（e度嘟）繳付車資，包括使用非接觸式VISA卡、JCB卡、萬事達卡、銀聯卡、美國運通、大來國際、Discover Card、Apple Pay、Google Pay、Samsung Pay、AlipayHK「易乘碼」、支付寶、WeChatHK／微信支付「搭車碼」、銀聯雲閃付「乘車碼」及BOC Pay「乘車碼」。乘客使用此付款方式，使用此支付方式的乘客可享有中途下車之分段收費，以及與其他九巴／龍運獨營路線或聯營線九巴／龍運班次之轉乘優惠，惟不適用於與非九巴／龍運路線之轉乘優惠，亦不能享有「公共交通費用補貼計劃」及「長者及合資格殘疾人士公共交通票價優惠計劃」。 |

## 行車路線
N283
經：麼地道、漆咸道南、梳士巴利道、彌敦道、亞皆老街、櫻桃街、海輝道、連翔道、青沙公路（尖山隧道、沙田嶺隧道、大圍隧道）、美田路、大埔公路—大圍段、獅子山隧道公路、大涌橋路、沙角街、逸泰街、水泉坳街、博泉街、多石街、水泉澳公共運輸交匯處、銀成街、插桅杆街、牛皮沙街、廣善街及小瀝源路。
R283
經：小瀝源路、廣善街、牛皮沙街、插桅杆街、銀城街、多石街、博泉街、水泉坳街、沙角街、大涌橋路、獅子山隧道公路、大埔公路 – 大圍段、美田路、美輝街、香粉寮街、美林巴士總站、美田路、紅梅谷路、獅子山隧道公路、獅子山隧道、窩打老道、公主道、漆咸道南及梳士巴利道

### 沿線車站

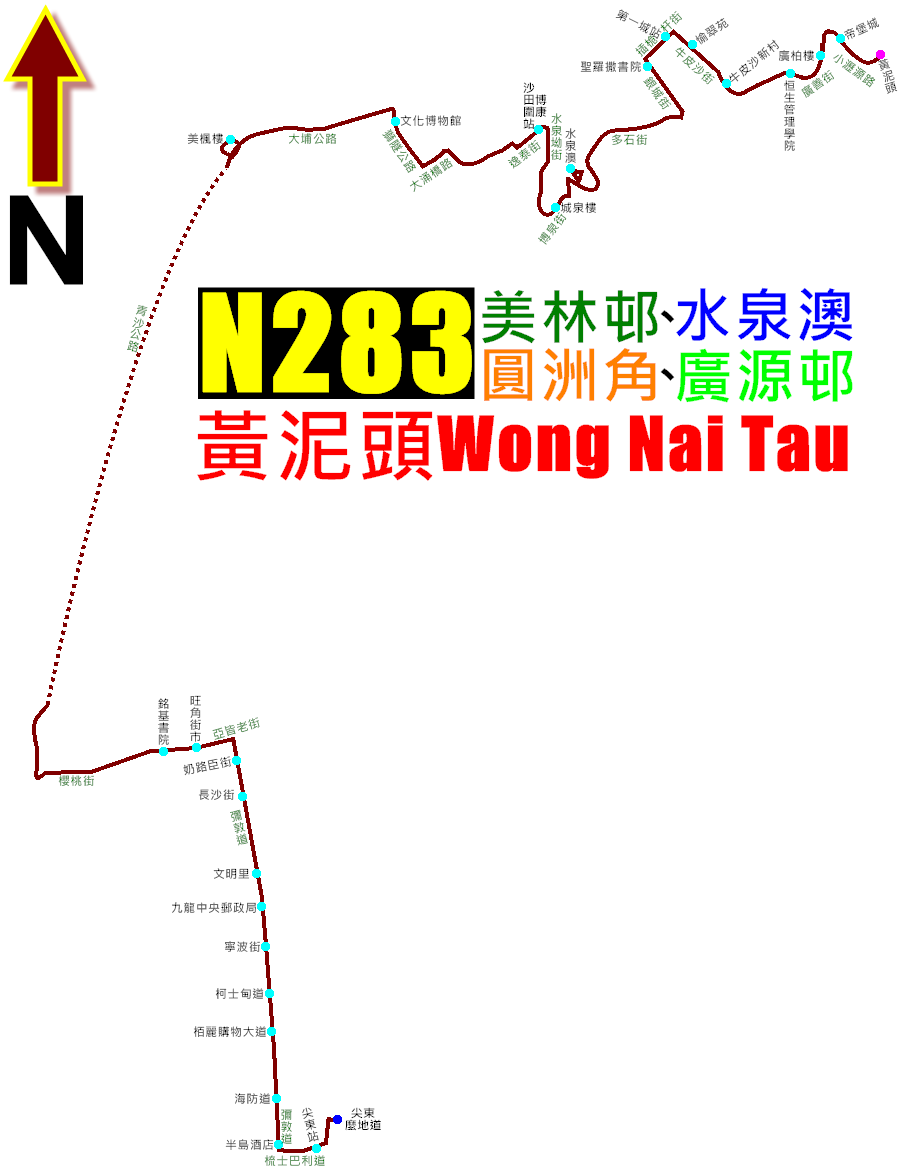
N283線的走線圖

N283
| 1                 | 尖沙咀東（麼地道）巴士總站 | 尖沙咀東（麼地道）公共運輸交匯處 |
| 2                 | 尖東站                     | 梳士巴利道                       |
| 3                 | 半島酒店（N1）             | 彌敦道                           |
| 4                 | 海防道（N6）               | 彌敦道                           |
| 5                 | 栢麗購物大道（N13）        | 彌敦道                           |
| 6                 | 柯士甸道（N19）            | 彌敦道                           |
| 7                 | 寧波街（N28）              | 彌敦道                           |
| 8                 | 九龍中央郵政局（N35）      | 彌敦道                           |
| 9                 | （N41）                    | 彌敦道                           |
| 10                | 長沙街（N53）              | 彌敦道                           |
| 11                | 奶路臣街（N62）            | 彌敦道                           |
| 12                | 旺角街市                   | 亞皆老街                         |
| 13                | 銘基書院                   | 櫻桃街                           |
| 連翔道； 青沙公路 |                            |                                  |
| 14                | 美林邨美楓樓               | 大圍道                           |
| 15                | 文化博物館                 | 獅子山隧道公路                   |
| 16                | 博康邨                     | 博康巴士總站                     |
| 17                | 水泉澳邨城泉樓             | 博泉街                           |
| 18                | 水泉澳邨                   | 水泉澳公共運輸交匯處             |
| 19                | 多石街                     | 多石街                           |
| 20                | 聖羅撒書院                 | 銀城街                           |
| 21                | 第一城站                   | 插桅杆街                         |
| 22                | 愉翠苑                     | 牛皮沙街                         |
| 23                | 牛皮沙新村                 | 牛皮沙街                         |
| 24                | 香港恒生大學               | 廣善街                           |
| 25                | 廣源邨廣柏樓               | 廣善街                           |
| 26                | 帝堡城                     | 小瀝源路                         |
| 27                | 黃泥頭巴士總站             | 黃泥頭公共運輸交匯處             |

R283
| 1                            | 黃泥頭公共運輸交匯處       | 黃泥頭公共運輸交匯處             |
| 2                            | 廣源邨                     | 小瀝源路                         |
| 3                            | 廣源邨廣榕樓               | 廣善街                           |
| 4                            | 香港恒生大學               | 廣善街                           |
| 5                            | 牛皮沙新村                 | 牛皮沙街                         |
| 6                            | 愉翠苑                     | 牛皮沙街                         |
| 7                            | 聖羅撒書院                 | 銀城街                           |
| 8                            | 水泉澳邨月泉樓             | 博泉街                           |
| 9                            | 博康邨                     | 沙角街                           |
| 10                           | 田家炳學校                 | 沙角街                           |
| 11                           | 文化博物館                 | 獅子山隧道公路                   |
| 12                           | 美林邨                     | 大埔公路–大圍段                  |
| 13                           | 美輝街                     | 美輝街                           |
| 14                           | 美林邨                     | 美林巴士總站                     |
| 15                           | 大圍街市                   | 美田路                           |
| 16                           | 新翠邨                     | 紅梅谷路                         |
| 17                           | 世界花園                   | 紅梅谷路                         |
| 獅子山隧道、窩打老道、公主道 |                            |                                  |
| 18                           | 香港科學館                 | 漆咸道南                         |
| 19                           | 尖沙咀東（麼地道）巴士總站 | 尖沙咀東（麼地道）公共運輸交匯處 |

## 外部連結
- 九巴官方網站－九巴N283線
- 681巴士總站－九巴N283線 （页面存档备份，存于）